# Eremioscelio tauricus
Eremioscelio tauricus är en stekelart som beskrevs av Mikhail Vasilievich Kozlov och Kononova 1990. Eremioscelio tauricus ingår i släktet Eremioscelio och familjen Scelionidae. Inga underarter finns listade i Catalogue of Life.